# علم و تمدن در چین
علم و تمدّن در چین یک مجموعه کتاب درباره تاریخ علوم و فنون در چین است که جوزف نیدهام پایه گذارد و از سال ۱۹۵۴ میلادی در حال انتشار بوده است.